# Alessandro Allori
Allessandro Allori (født 31. maj 1535, død 22. september 1607) var en italiensk maler af den florentinske skole og far til Cristofano Allori. 
Allori opdroges og uddannedes af Agnolo Bronzino, hvis kunst også fik kendelig indflydelse på ham således i fremstillingen af nøgne legemer. I Firenze kom han i medicæernes gunst, fik talrige bestillinger, malede fresker og alterbilleder til flere af byens kirker og udførte kartoner til det derværende tæppevæveri. Allori var en mester i den anatomiske tegning og har selv forfattet en maleranatomi (1590). Af hans portrætter er især Bianca Capello’s (Freske, Uffizi, Firenze) bekendt.